# 道仙寺
道仙寺（どうせんじ）は、岡山県美作市後山（うしろやま）にある真言宗醍醐派の寺院で、同派の準別格本山である。山号は延命山。本尊は地蔵菩薩。

## 歴史
役小角が開いたと伝える修験道の霊山後山を管理する本坊である。後山では行基・空海・宮本武蔵が修行したと伝えられている。
由緒書によれば、道仙寺は建長年間（1249年 - 1255年）、僧徹雲が開いたもので、当時は今の奥の院の位置にあった。文禄年間（1592年 - 1596年）頃に現在地に移っている。

## 護摩堂
岡山県美作市後山965

## 奥の院
護摩堂から母御堂を経由し、行者道を上ってたどり着く。護摩堂から徒歩で約2時間である。なお、母御堂から先は現在も女人禁制とされる。

## 柴燈護摩供養
毎年9月7日から8日にかけ、奥の院と護摩堂で柴燈護摩供養が営まれる。全国各地から数多くの修験者が集まり、般若心経を唱えながら錫杖を打ち鳴らしつつ法螺の音を山間に響かせる。一般観光客も多く訪れ、御守り等の販売も行われ、村一番の賑わいを見せる日である。

## 年中行事
- 元日　護摩供養
- 2月3日　護摩供養
- 4月18日　山開け
- 5月8日　春の大祭
- 9月7日 - 8日　柴燈大護摩供養
- 11月7日　山閉じ

## 周辺情報
- 東粟倉村
- 行者山
- 林家住宅
- クラフトハウス
- 愛の水 - 行者山からの湧き水を汲み上げることができる。アトピー性皮膚炎に対して効果があると言われる
- ベルピール自然公園 - 日本一の愛の鐘がある

## 交通アクセス
- 智頭急行大原駅より、美作共同バス後山行にて後山神社前下車（所要：20分）、バス停より徒歩20分
- 鳥取自動車道大原ICもしくは西粟倉ICから約20分